# Colette Corder
Colette Corder, eigentlich Anna Maria Knoedler, (22. Februar 1897 – 10. Dezember 1982) war eine Theater- und Filmschauspielerin.

## Leben
Colette Corder hatte unmittelbar vor Ausbruch des Ersten Weltkriegs Theater zu spielen begonnen. Nach Bühnenstationen in der deutschen Provinz wurde sie an das Deutsche Künstlertheater verpflichtet und begann 1919, zu filmen.
Von Anbeginn von kleinen Produktionsfirmen verpflichtet, spielte Colette Corder tragende Neben- und auch einige Hauptrollen in kulturhistorisch recht unbedeutenden Filmen. Nach nur vier Jahren intensiver Aktivitäten vor der Kamera erhielt Corder kaum mehr Angebote, im Laufe der frühen Tonfilmjahre schrumpften ihre Aufgaben auf Chargenformat. Stattdessen sah man sie in kurzer Zeit an diversen hauptstädtischen Bühnen wie dem Kleinen Theater, dem Metropol-Theater, Theater am Nollendorfplatz und dem Theater in der Behrenstraße. Nach 1932 blieb sie weitgehend ohne Festengagement, lediglich in den Jahren 1942 bis 1944 ist sie (als „Colette Cordes“) an der Kasseler Landesbühne als Ensemblemitglied nachweisbar.
Was sie nach dem Zweiten Weltkrieg beruflich getan hat, ist derzeit nicht feststellbar.

## Filmografie
- 1919: Das Recht der freien Liebe
- 1919: Die Geächteten
- 1920: Das Grauen
- 1920: Der Kurier von Lissabon
- 1920: Der schwarze Gast
- 1920: Die Sonne Asiens
- 1920: Die stärkere Macht
- 1920: Die Strahlen des Todes
- 1920: Entgleist
- 1920: Kriminalpolizei, Abteilung „Mord“
- 1920: Verkommen
- 1920: Wildes Blut
- 1921: Aus den Tiefen der Großstadt
- 1921: Der Frauenarzt
- 1921: Die Ehe der Fürstin Demidoff
- 1921: Die Geliebte des Grafen Varenne
- 1921: Die Nächte des Cornelius Brouwer
- 1921: Großstadtmädels. 1. Teil
- 1921: Großstadtmädels. 2. Teil
- 1921: Großstadtmädels. 3. Teil
- 1921: Hände hoch. 1. Teil
- 1921: Hände hoch. 2. Teil
- 1921: Lola, die Apachenbraut. 1. Teil
- 1921: Telephon 1313
- 1921: Was tat ich dir?
- 1922: Das Spielzeug einer Dirne
- 1922: Der große Dieb
- 1922: Die Männer der Frau Clarissa
- 1922: Firnenrausch
- 1922: Grenzwacht im Schnee
- 1923: Time Is Money
- 1926: Achtung Harry! Augen auf!
- 1927: Die Unschuld ohne Kleid
- 1931: Der Herr Finanzdirektor
- 1931: Der unbekannte Gast
- 1935: Petersburger Nächte. Walzer an der Newa
- 1935: Barcarole
- 1936: Ein seltsamer Gast
- 1937: Die wirkliche Liebe (Kurzfilm)